# 正伝寺 (白岡市)
正伝寺（しょうでんじ）は、埼玉県白岡市にある曹洞宗の寺院。

## 歴史
創建年代は不明である。ただ開基は岩付城の城主太田氏房としていることから戦国時代後期に創建されたものと推測される。氏房はその際に聖徳太子像を奉納している。山号の「聖徳山」もこれに由来している。
当寺では、「開山様」が祀られている。この開山様とは当寺を中興した大長益善のことで、「婦人病は私を信仰すれば治す」と遺言したことから、女性の信仰を集めている。

## 交通アクセス
- 白岡駅より徒歩35分。